# Brión
Brión è un comune spagnolo di 6 233 abitanti situato nella comunità autonoma della Galizia. Il suo territorio è attraversato dal fiume Tambre.